# Susner
Susner è una suddivisione dell'India, classificata come nagar panchayat, di 13.440 abitanti, situata nel distretto di Shajapur, nello stato federato del Madhya Pradesh. In base al numero di abitanti la città rientra nella classe IV (da 10.000 a 19.999 persone).

## Geografia fisica
La città è situata a 23° 58' 37 N e 76° 05' 05 E.

## Società

### Evoluzione demografica
Al censimento del 2001 la popolazione di Susner assommava a 13.440 persone, delle quali 7.047 maschi e 6.393 femmine. I bambini di età inferiore o uguale ai sei anni assommavano a 2.084, dei quali 1.114 maschi e 970 femmine. Infine, coloro che erano in grado di saper almeno leggere e scrivere erano 9.672, dei quali 5.558 maschi e 4.114 femmine.